# Porirua
Porirua es una ciudad neozelandesa, una de las más grandes en población, que forma parte de la zona metropolitana de Wellington en la región de Wellington, Nueva Zelanda.
Notable por ser la ciudad con porcentaje más alto de hablantes de samoano del país.
Población de zona urbana (junio de 2011) 52.700 hab (est.)